# 蘆洲李宅
25°5′7.37″N 121°28′00.00″E / 25.0853806°N 121.4666667°E
蘆洲李宅位於台灣新北市蘆洲區，建於台灣日治時期1903年，規模為正身三進帶內、外護龍，全宅方整矩形，共七廳五十六房。1982年中華民國內政部頒佈實施《文化資產保存法》，1985年核定為台北縣縣定（後為新北市直轄市市定）古蹟「三級古蹟蘆洲李宅」，成為首批列為古蹟的民宅之一；全宅至今大部份仍留原貌，破壞極少，十分可貴。
2018年1月23日，公告為國定古蹟。

## 歷史發展

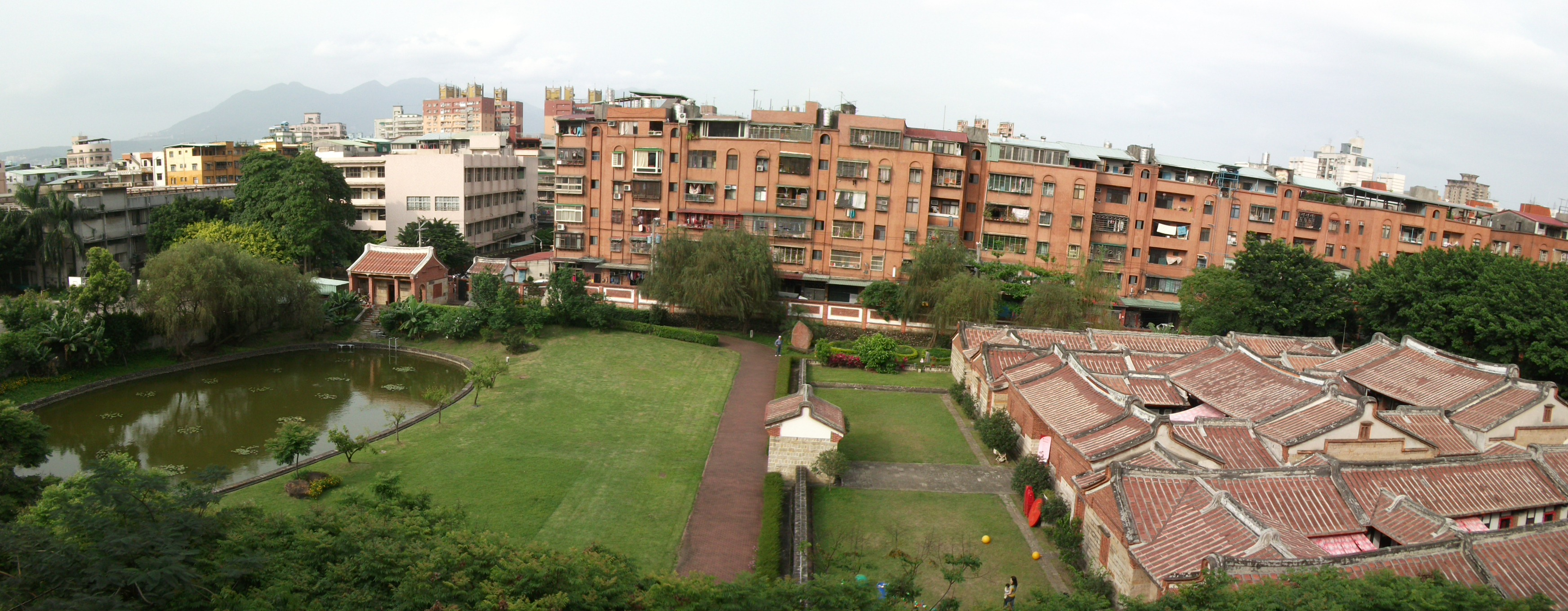
蘆洲李宅

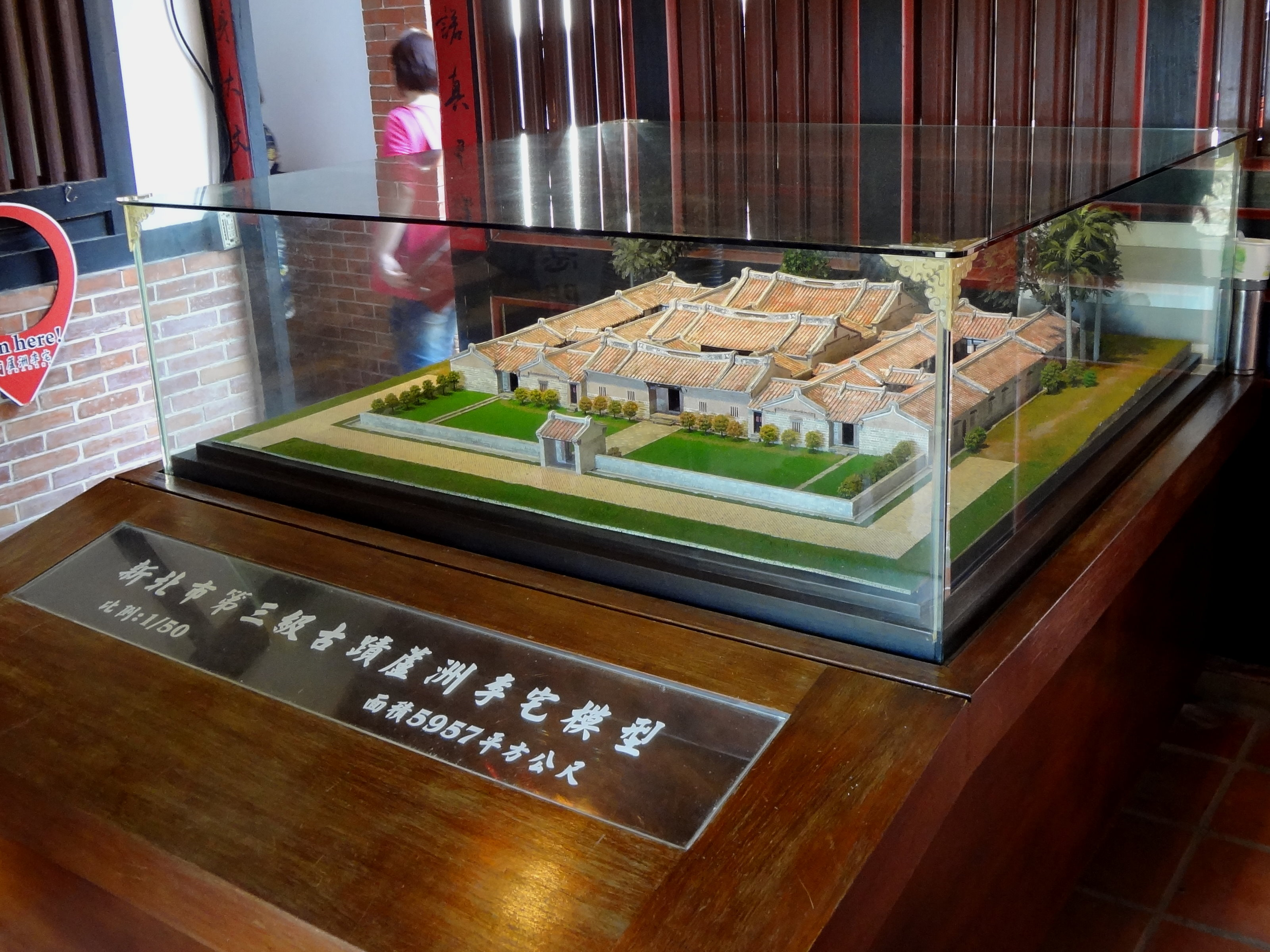
蘆洲李宅比例模型

蘆洲李氏原籍福建泉州同安（今廈門市），於乾隆中期的移民到蘆洲一帶落腳墾拓，最初李氏舊居於中路18番地之土角茅草房，而現址是七番地。
蘆洲田仔尾李宅又稱李祖厝，由鄉里稱謂李老師或田仔尾老師的三世祖李士實所創建，於1903年落成。李士實，生於1837年（道光十七年）。1863年（同治二年）入淡水廳儒學學宮為邑庠生，後為淡水縣縣學附貢生。1893年（光緒十九年）為臺灣巡撫邵友濂委任安平縣儒學正堂同陞受教諭，同年兼鳳山縣儒學正堂，1895年（光緒二十一年）辭官。李家因經商有方，加上李士實的科舉功名家業益大，成為蘆洲名望大族。
1985年，內政部核定蘆洲李宅為三級古蹟，並成為第一個自願列管的私有古蹟，格外具指標性意義。修護工程於1993年開工，1997年完工，2006年10月28日正式以「蘆洲李宅古蹟」、「李友邦將軍紀念館」名義對外開放，展出抗日史料及李將軍手稿，產權仍屬私人所有。

## 建築
蘆洲李宅整體略成橢圓，構宅屋為中心四周植樹，具清代台灣民宅防禦特徵。李宅前有埕，分內外兩層，一道矮牆及門樓隔開，埕之前方為蓮花池。  李宅正身三進帶內外護龍的大型三合院，七廳五十六房、一百二十門，縱向主軸五（正身明間、正身、內護龍間的中庭，內、外護龍間的中庭），橫向主軸有三（門廳後廊，正、後廳的前廊及門所對應的護龍通道）。內、外護龍各自成獨立合院，正身除明間、廊及廂房外皆付「半樓仔」，平日儲藏物品，兼避洪水之用。
李宅之整體造型樸素簡約，全宅未用木柱，是磚造石構之大型院落；少華飾，疊層之馬背脊屋頂，昂揚天際，是此建築之特色。據「七星下地-浮水蓮花」的風水寶地，復因矗立於田尾，鄉人皆稱「田仔尾」（後雅稱之田野美），厝前蓮花池，每逢天氣晴朗，池中映現觀音山頂倒影，清晰美觀，是謂「李厝一景」。

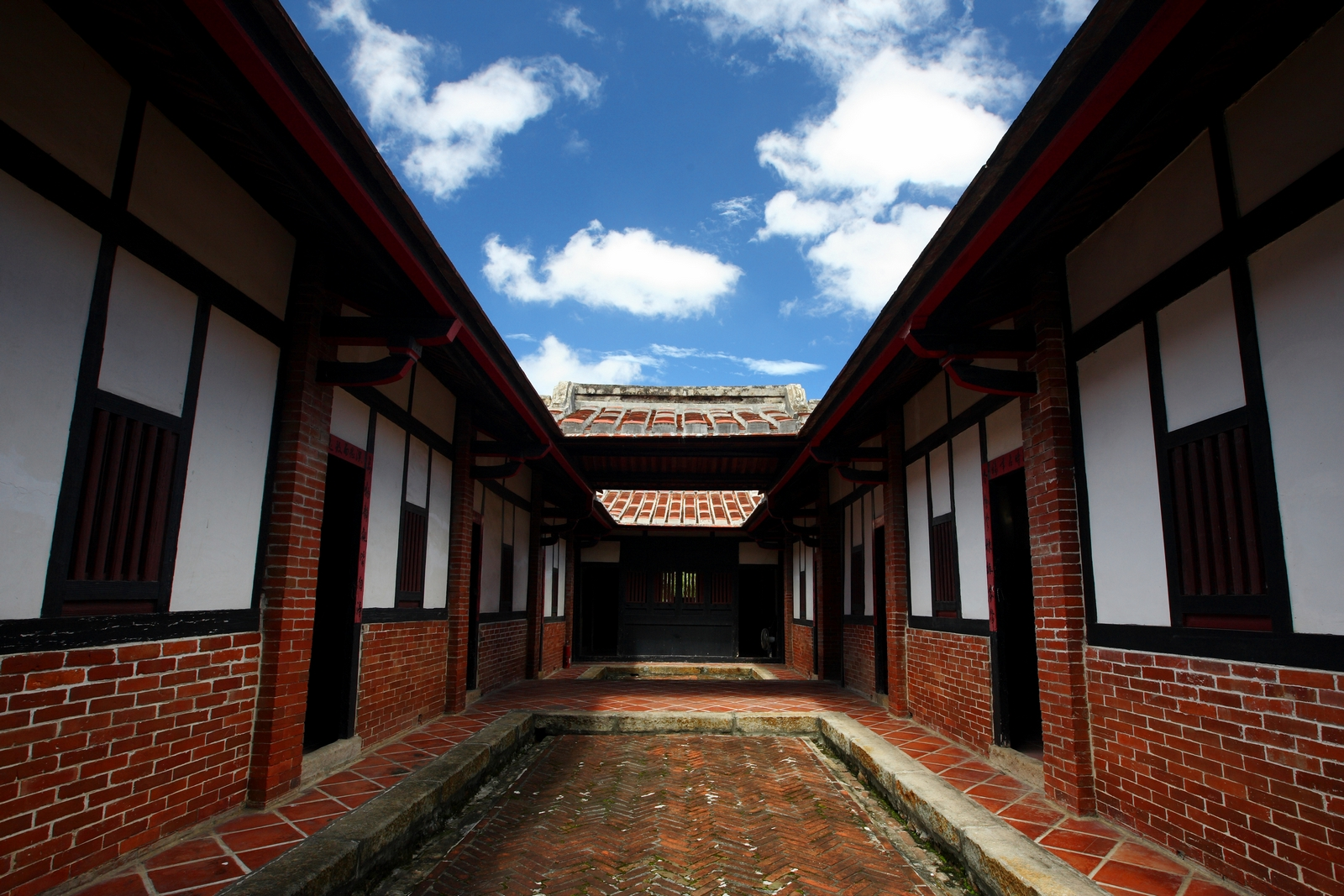
合院飄雲
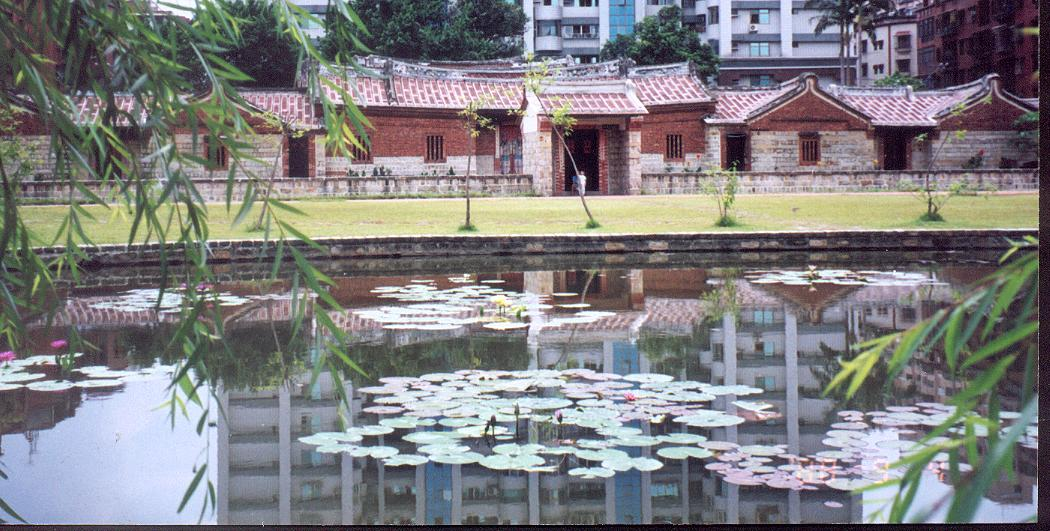
蓮花池
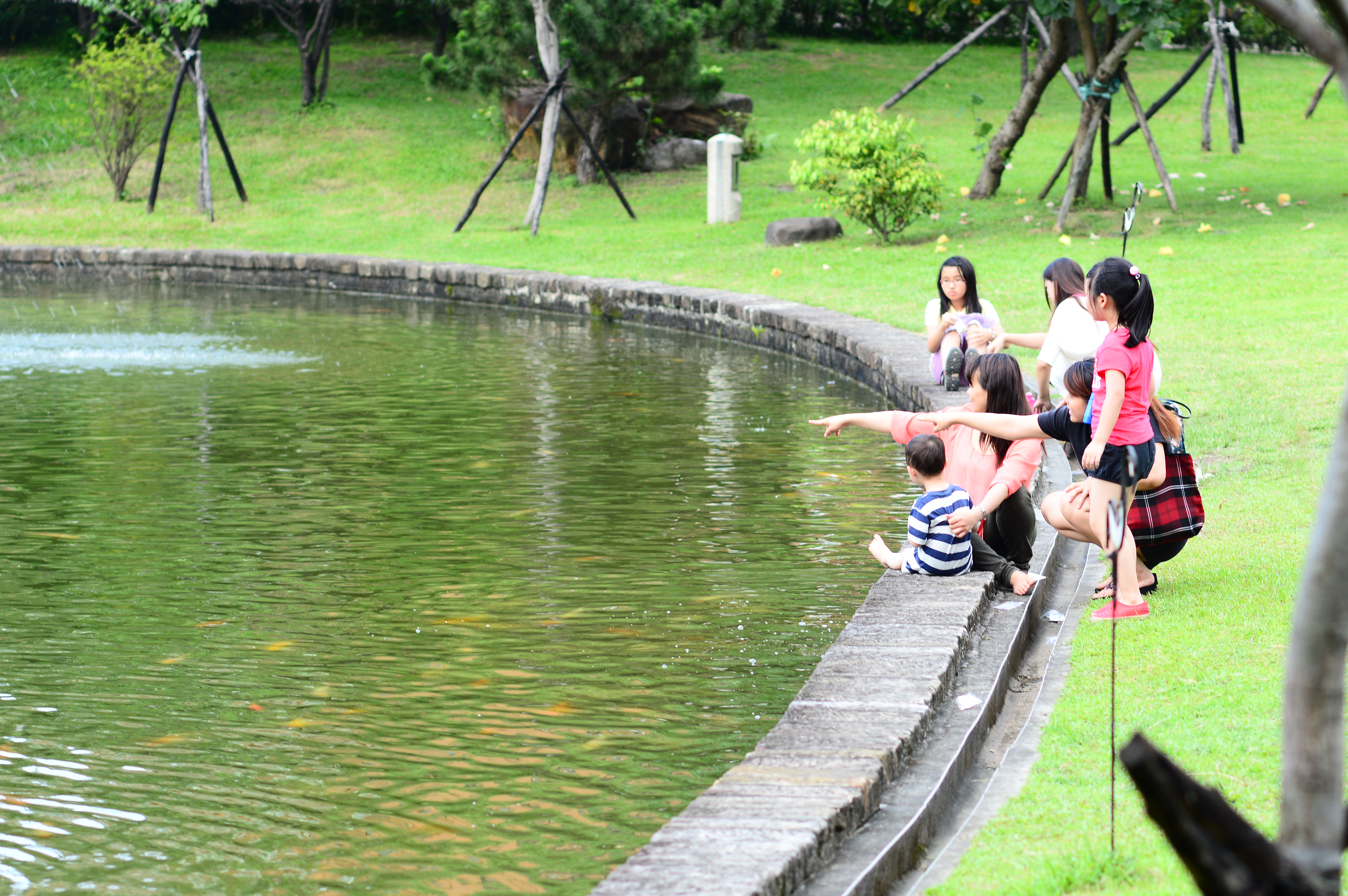
厝前蓮花池
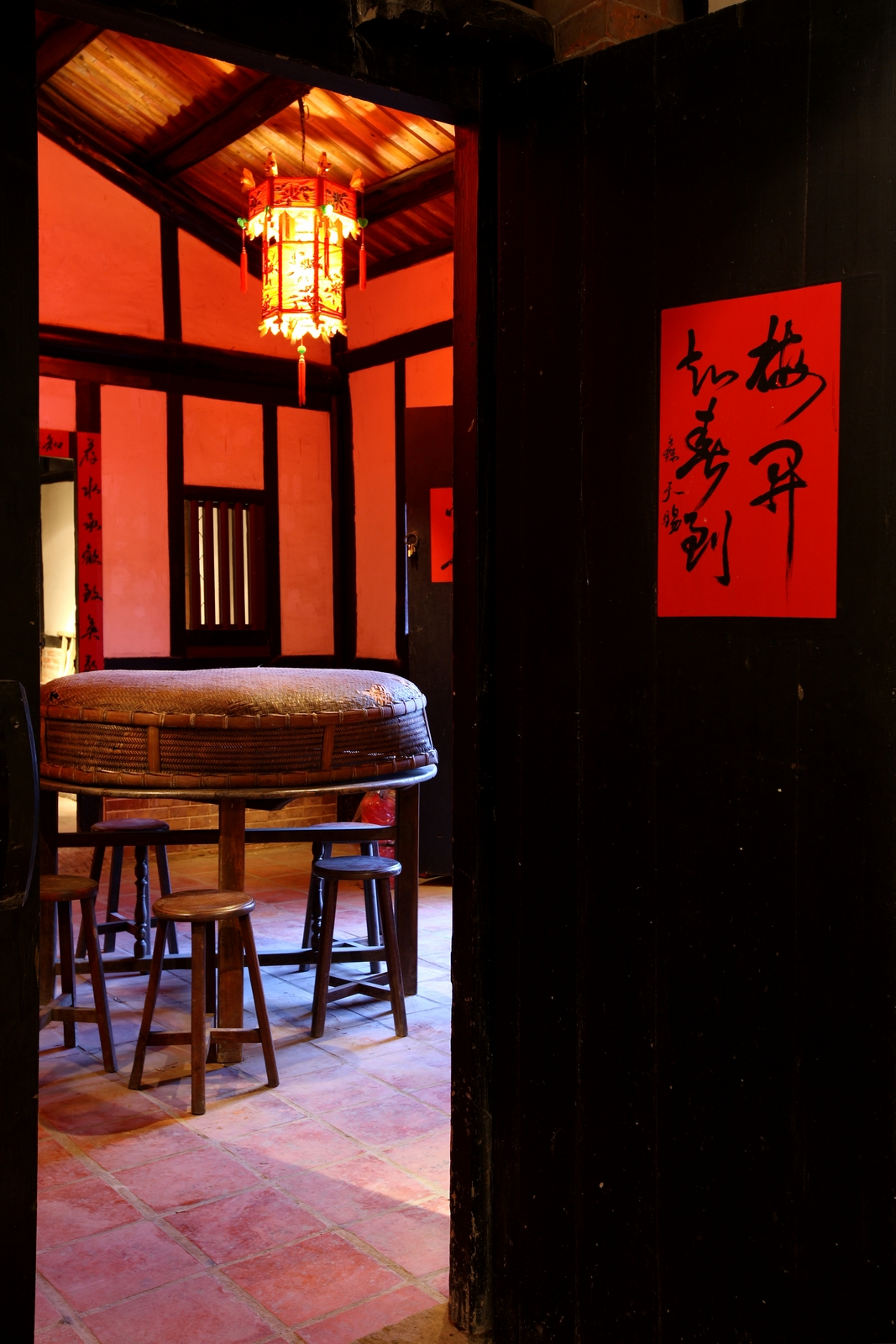
梅開知春到
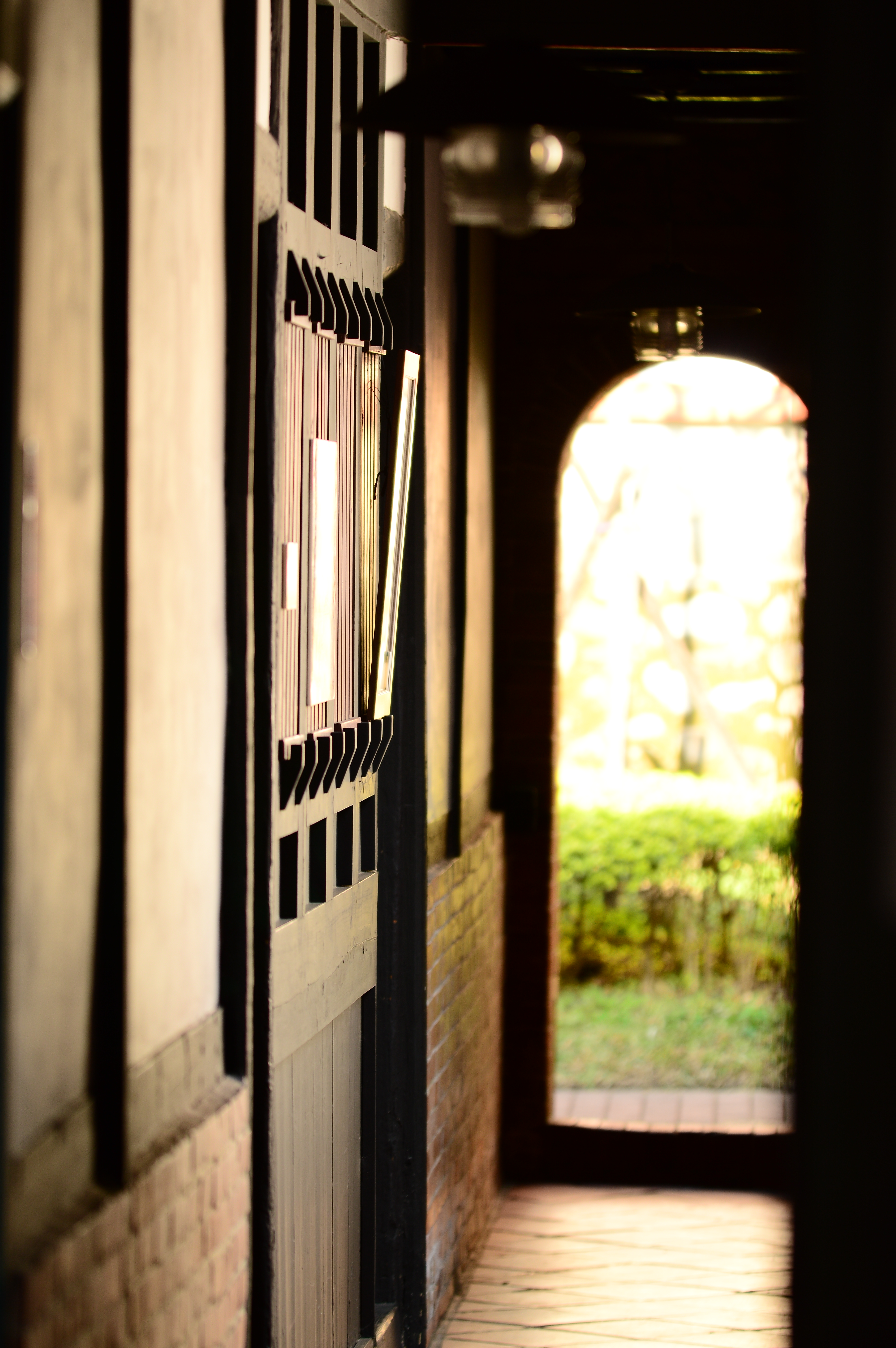
蘆洲李宅內廊
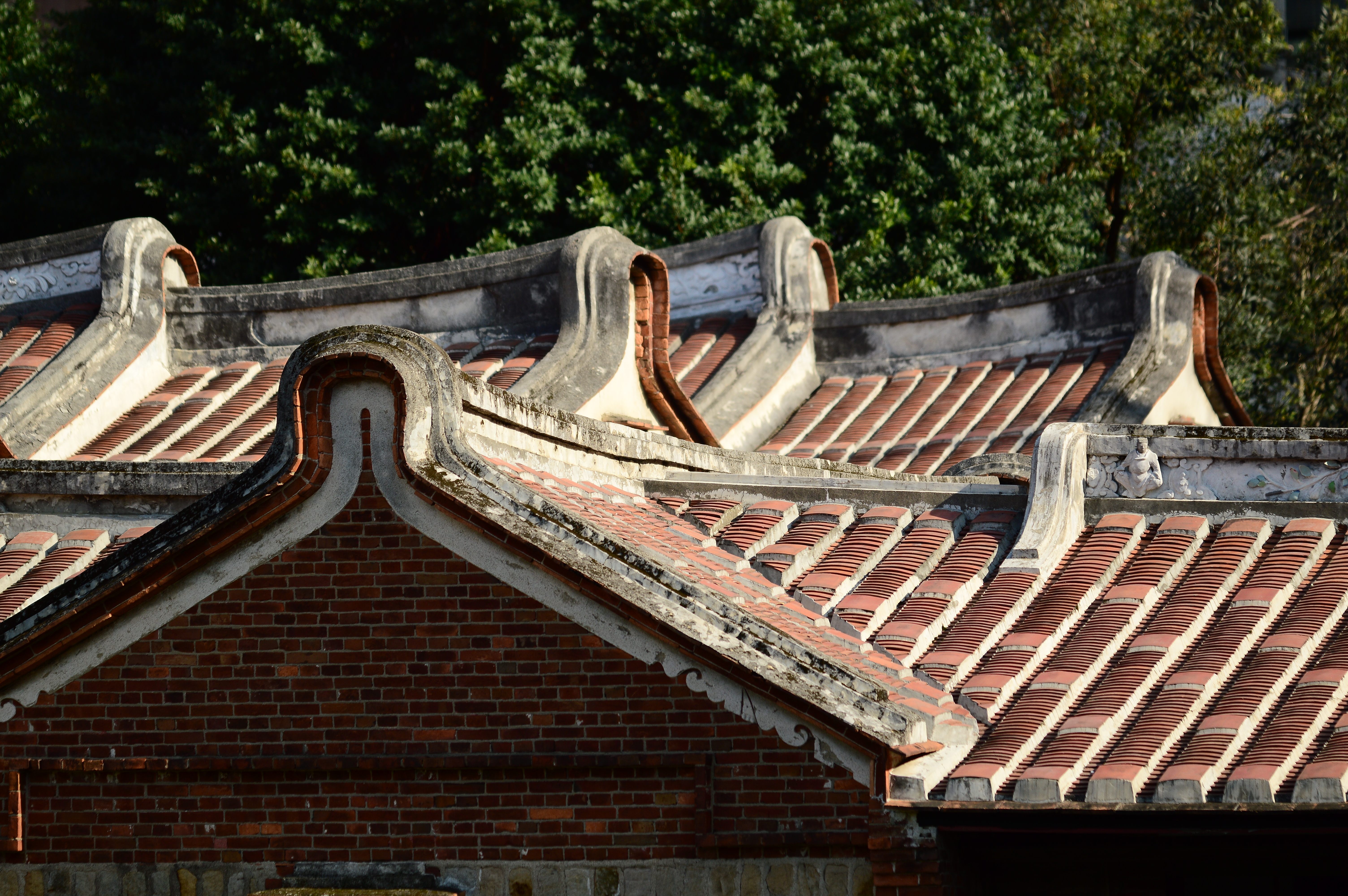
蘆洲李宅屋頂
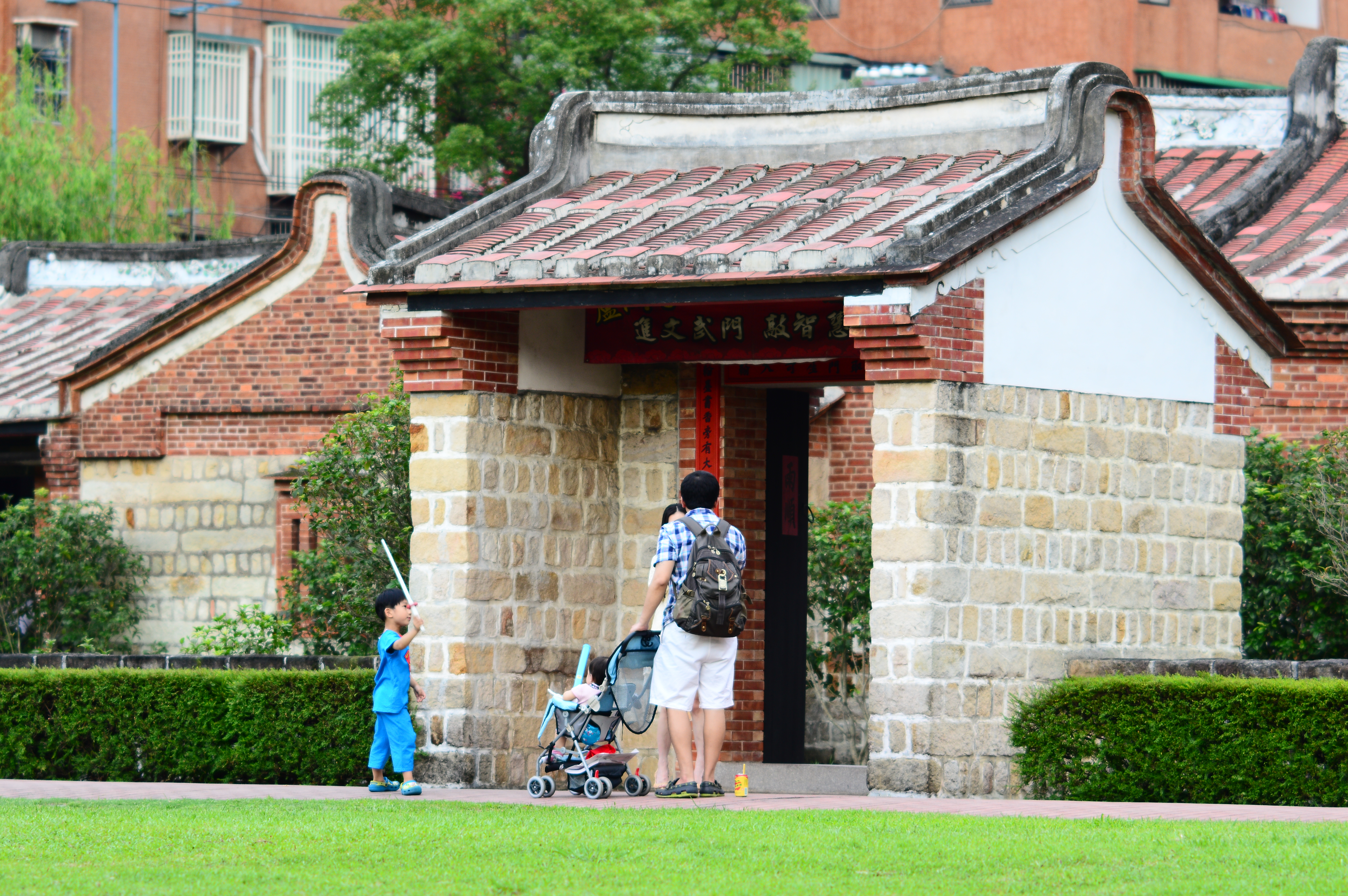
蘆洲李宅

## 現況
蘆洲李宅的遊客大多以參與古蹟宅第所籌辦的古禮「抓周」與「收涎」傳統文化儀式為主要目的，演繹出李氏古蹟永續經營之操作模式，對李宅古蹟活化及經營層面多所助益。

## 外部連結
- 官方網站 （页面存档备份，存于）